# Cometes hovorei
Cometes hovorei är en skalbaggsart som beskrevs av Santos-silva 2007. Cometes hovorei ingår i släktet Cometes och familjen långhorningar. Inga underarter finns listade i Catalogue of Life.